# Чемпионат мира по международным шашкам среди мужчин 2009 (матч)
Матч за звание чемпиона мира по международным шашкам 2009 года между международными гроссмейстерами чемпионом мира Александром Шварцманом (Россия) и претендентом на титул Александром Георгиевым (Россия) проходил в 12 туров с 6 по 18 июня в городах Энсхеде, Твенте, Хенгело (Нидерланды). Основная часть матча закончилась вничью. Победитель определился в дополнительных матчах. Им стал Александр Шварцман.

## Результаты матча
Победа — 2 очка, ничья — 1, поражение — 0.
| Место | Имя                | Страна | 1 | 2 | 3 | 4 | 5 | 6 | 7 | 8 | 9 | 10 | 11 | 12 | Очки |
| ----- | ------------------ | ------ | - | - | - | - | - | - | - | - | - | -- | -- | -- | ---- |
| 1     | Александр Шварцман | Россия | 1 | 1 | 1 | 1 | 1 | 1 | 1 | 1 | 1 | 1  | 1  | 1  | 12   |
| 2     | Александр Георгиев | Россия | 1 | 1 | 1 | 1 | 1 | 1 | 1 | 1 | 1 | 1  | 1  | 1  | 12   |

Так как матч закончился вничью, то, согласно регламенту, 20 и 21 июня проводились дополнительные поединки с сокращённым контролем времени.
Подробнее на официальном сайте писал комментатор матча Александр Пресман:

20 минут дается не на одну партию, а на бесчисленное множество. Если партия заканчивается вничью, начинается следующая. И играется она на то время, которое у них осталось на часах. Вторая партия — то же самое. Но не забывайте — после каждого хода игроку добавляется по 5 секунд.
Запись партий официально не велось, поэтому в базе партий их нет.

### События дополнительных игр
Первый день:
1-я партия. Шварцман — Георгиев. 1-1. Время: 0.12.11 — 0.13.36.
Александр Пресман так описывал игру:

Для блица сложный дебют. Но такая партия, хоть и сыграна за 13 минут, могла бы украсить любой турнир. А вообще-то, партии играются так быстро, что я не всегда успеваю их записывать, не то, чтобы ещё «врубаться» в позиции. Потому комментарии к ним — чисто символические.— http://www.wkdammen2009.nl/index.php?option=com_content&view=article&id=117%3Acolumns-zdoroveac-5&catid=60%3Afront&lang=ru
2-я партия. Георгиев — Шварцман. 1-1. Время (остаток времени) 0.05.46 — 0. 08.30.
Александр Пресман:

 Партия протекала нервозно. В середине игры чемпион предпринимает выход по центру, но претендент нейтрализовал все его действия. Но и после разменов позиция Шварцмана выглядела все же угрожающе. У него был центр, и тут неожиданно по его предложению — противники на 42 ходу согласились на ничью. Странно, но им видней. Пишу этот репортаж по горячим следам прямо в зале. После каждой партии встречаюсь с Сашей. На вопрос, почему он предложил ничью, он ответил: «Я не видел, как выиграть, но посмотрите на время». — http://www.wkdammen2009.nl/index.php?option=com_content&view=article&id=117%3Acolumns-zdoroveac-5&catid=60%3Afront&lang=ru
3-я партия. Шварцман — Георгиев. 1-1. Время (остаток времени): 0.46 — «около 4 минут» (Александр Пресман)

Начало партии не предвещало осложнения для белых, но ближе к окончанию Георгиеву удалось перехватить инициативу. И, казалось, что Шварцману некуда ходить. И это не казалось. Так оно и было. Вероятно, Георгиев избрал неверный план и прозевал эффектную жертву шашки за противника, после которой выигрыша уже не было. Итак, белые прорываются на правом фланге, и партия заканчивается ничьей.— http://www.wkdammen2009.nl/index.php?option=com_content&view=article&id=117%3Acolumns-zdoroveac-5&catid=60%3Afront&lang=ru
4-я партия. Георгиев — Шварцман. 0-2.
Второй день:
1-я партия. Георгиев — Шварцман. 1-1.
2-я партия. Шварцман — Георгиев. 1-1.
3-я партия. Георгиев — Шварцман. 1-1.
4-я партия. Шварцман — Георгиев. 1-1.
5-я партия. Георгиев — Шварцман. 0-2.